# Bloom (album Red Velvet)
Bloom – pierwszy japoński album studyjny południowokoreańskiej grupy Red Velvet, wydany 6 kwietnia 2022 roku przez wytwórnię Avex Trax. Płytę promował singel „Wildside”.

## Lista utworów
| CD  | CD               | CD                                | CD | CD                                                                  | CD      |
| Nr  | Tytuł utworu     | Tekst                             | Kompozycja | Aranżacja                                                           | Długość |
| --- | ---------------- | --------------------------------- | --- | ------------------------------------------------------------------- | ------- |
| 1.  | „Marionette”     | Kenji Toyosaki                    | Alysa, Andy Love |                                                                     | 3:48    |
| 2.  | „Wildside”       | Boyhood                           | Deez, Yunsu Kim, Anne Judith Stokke Wik |                                                                     | 3:49    |
| 3.  | „Sappy”          | MEG.ME                            | Maria Marcus, Andreas Öberg, Emyli | Andreas Öberg, Emyli                                                | 3:19    |
| 4.  | „Jackpot”        | UME                               | Alysa, Carlyle Cosmas Savio Fernandes, Nermin Harambašić, JinByJin, Ronny Vidar Svendsen, Anne Judith Stokke Wik                                                 |                                                                     | 3:02    |
| 5.  | „#Cookie Jar”    | MEG.ME                            | Efraim Faramir Sixten Fransesco Vindalf Cederqvist Leo, Mats Koray Genc, Gavin Jones, Saima Irén Mian, Ronny Vidar Svendsen, Anne Judith Wik, Nermin, Harambašić | Dsign Music, Efraim Faramir Sixten Fransesco Vindalf Cederqvist Leo | 3:33    |
| 6.  | „Snap Snap”      | H.Toyosaki                        | Ellen Berg, Cazzi Opeia, Alexander Karlsson, Alexej Viktorovitch                                                                                                 |                                                                     | 3:23    |
| 7.  | „Sayonara”       | Daisuke Nojima (Agehasprings)     | Hyuk Shin (Joombas), Kyum Lyk (Joombas), Ashley Alisha (Joombas), JJ Evans (Joombas)                                                                             | Joombas                                                             | 3:15    |
| 8.  | „Aitai-tai”      | H.Toyosaki, Hyun Hwang (MonoTree) | Hyun Hwang (MonoTree) | MonoTree                                                            | 3:14    |
| 9.  | „Swimming Pool”  | Hidenori Tanaka (Agehasprings)    | Didrik Thott, Sean Alexander (Avenue 52), Daren "Baby Dee Beats" Smith                                                                                           | Avenue 52                                                           | 3:20    |
| 10. | „Cause It's You” | Izumi Soratani (Agehasprings)     | Anne Judith Wik, Ronny Vidar Svendsen, Nermin Harambašić, Jin Suk Choi, Justin Stein, Park Geun-tae                                                              | Dsign Music                                                         | 2:59    |
| 11. | „Color of Love”  | Natsumi Kobayashi                 | Ashley Alisha, Hyuk Shin, JJ Evans, Hong Young-in (Royal Dive), Jun Byoung-sun (Royal Dive)                                                                      |                                                                     | 3:07    |

## Notowania
| Lista                              | Pozycja |
| ---------------------------------- | ------- |
| Japanese Albums (Oricon)           | 5       |
| Japan Hot Albums (Billboard Japan) | 2       |

## Sprzedaż
| Kraj    | Sprzedaż |
| ------- | -------- |
| Japonia | 17 811+  |